# Teddy Okou
Teddy Okou (* 15. Mai 1998 in Paris) ist ein französisch-ivorischer Fußballspieler. Seit 2025 steht er beim Al-Riyadh SC in Saudi-Arabien unter Vertrag.

## Werdegang
In seiner Jugend spielte Teddy Okou zunächst für einige Vereine aus dem Großraum Paris (USA Clichy, Red Star Paris, US Ivry), ehe er – mit einjähriger Unterbrechung von 2012 bis 2013 beim US Créteil – ab 2011 in der Jugend des Le Havre AC ausgebildet wurde. Im September 2014 bestritt er zudem zwei Spiele für die französische U17-Nationalmannschaft. In Le Havre spielte er ab 2016 für die viertklassige zweite Mannschaft des Vereins. Für die Profimannschaft, die in der zweiten Liga antrat, bestritt er 2017 zwei Spiele im Ligapokal, kam in der Liga jedoch nicht zum Einsatz. Mit der U19 des Vereins stand er zudem 2017 im Finale um die französische A-Junioren-Meisterschaft, wo man jedoch Girondins Bordeaux unterlag.
Im Sommer 2018 verpflichtete ihn der Erstligist OSC Lille und stattete ihn mit einem Profivertrag über drei Jahre aus; in der folgenden Zeit spielte Okou aber nur in der ebenfalls viertklassigen Reservemannschaft des Vereins. Für die Saison 2019/20 wurde Okou an seinen ehemaligen Jugendverein, den Drittligisten US Créteil, ausgeliehen, jedoch ohne dort den Durchbruch zu schaffen. Nach Ablauf der Leihe schloss sich Okou im Oktober 2020 dessen Ligakonkurrenten US Boulogne an. Ein Jahr später löste er im November 2021 seinen Vertrag dort jedoch wieder auf und war vorübergehend vereinslos.
Nach zweimonatiger Vereinslosigkeit nahm ihn im Januar 2022 der Schweizer Zweitligist FC Stade Lausanne-Ouchy unter Vertrag. Nach zunächst einigen Einsätzen als Einwechslungsspieler konnte er sich ab April 2022 als Stammspieler durchsetzen; in der anschließenden Saison 2022/23 wurde er mit 19 Toren sowie acht Torvorlagen in 32 Einsätzen gemeinsam mit Brighton Labeau Torschützenkönig der Liga und trug zum überraschenden Aufstieg des Vereins über die Barrage in die Super League bei.
Nach dem Aufstieg verließ er die Lausanner und wechselte zum künftigen Ligakonkurrenten FC Luzern. In seiner ersten Saison absolvierte er dort 35 Pflichtspiele und schoss dabei fünf Treffer. Im Sommer 2024 verlieh ihn der Verein weiter an den FC Lausanne-Sport.
Im August 2025 wechselte er zum Al-Riyadh SC nach Saudi-Arabien.

## Erfolge
- Torschützenkönig der Challenge League: 2022/23 (19 Tore)
- Aufstieg in die Super League: 2023